# Guerra civil do al-Andalus
A Guerra Civil do al-Andalus ou Fitna do al-Andalus foi o período de instabilidade e guerra civil que levou o Califado de Córdova ao colapso.
A fitna começou em 1009 com um golpe de Estado que implicou o assassinato de Abderramão Sanchuelo, filho de Almançor, a deposição do califa Hixame II e a ascensão ao poder de Maomé II Almadi, bisneto de Abderramão III. Dividido todo o território do Al-Andalus numa série de reinos taifas, acredita-se que a fitna chegou ao seu fim com a abolição definitiva do Califado em 1031, embora vários reizetes continuassem proclamando-se califas.
No fundo dos problemas políticos encontravam-se questões como a agonizante pressão fiscal necessária para financiar o custo dos esforços bélicos amiridas.
Ao longo do conflito, os diversos contendores pediam ajuda aos reinos cristãos. Córdova e os seus arrabaldes foram saqueados várias vezes, e os seus monumentos, entre eles o Alcázar e Medina Azahara, demolidos. A capital chegou a ser transferida temporariamente para Málaga.
Em pouco mais de vinte anos sucederam-se 10 califas diferentes (entre eles Hixame II restaurado), pertencentes três deles a uma dinastia diferente da Omíada, a Hamúdida.

## As causas
Até a morte de Aláqueme II, em 976, o Califado de Córdova formava um estado poderoso, respeitado e temido pelos reinos cristãos. À sua morte, seu filho Hixame II era ainda uma criança, pelo que o vizir Almançor tomou o poder, fazendo do príncipe um simples títere. A força do Estado omíada residia na convivência de diferentes etnias islâmicas. Para assegurar e conservar seu poder, Almançor favoreceu os berberes sobre o resto, conservando seu poder e transmitindo-o ao seu filho Abedal Maleque Almuzafar; no entanto, o governo deste último foi abalado por numerosos complôs. Abedal Maleque faleceu em 1008, deixando o poder ao seu irmão Abderramão Sanchuelo. Este último persuadiu o califa Hixame II a designá-lo herdeiro legítimo do califado.

## A guerra civil
Aproveitando a ausência de Abderramão Sanchuelo, que partira para combater o rei Afonso V de Leão, o omíada Maomé II Almadi destronou seu primo, o califa Hixame II (1009). Sanchuelo voltou para Córdova, mas o moral de seu exército estava baixo, o que levou a maioria dos soldados a desertar, resultando em sua captura e execução ao chegar à cidade.
Devido a este episódio, Maomé tornou-se rapidamente persona non grata, dando lugar à criação de um novo bloco opositor em torno da figura de outro omíada, Solimão Almostaim. Apoiado pelos berberes, conseguiu capturar Maomé e tornar-se califa (1009). Essas lutas incitaram os Banu Hamude, uma poderosa família de Málaga e Algeciras, a autoproclamarem-se califas e marcharem sobre Córdova, onde destronaram Solimão.
O omíada Abderramão V tornou-se califa em 1023, mas ao estabelecer um imposto para encher as arcas do Estado, foi surpreendido por outra revolução. Outros três califas, dois omíadas e um hamúdida, sucederam-se até 1031, data em que a burguesia de Córdova aboliu o califado.

## Consequências
O movimento, iniciado pelos Banu Hamude com a proclamação dos reinos de Málaga e Algeciras, generalizou-se durante este período e conduziu à fragmentação do califado e ao surgimento dos primeiros reinos taifas. Este não foi um período pacífico, já que os diferentes reinos taifas combateram entre si. Não seria até 1085, após a conquista de alguns destes taifas pelos reinos cristãos, que os almorávidas chegaram à Península Ibérica para reunificar o Al-Andalus.